# Bucarest Challenger 1992
Il Bucarest Challenger 1992 è stato un torneo di tennis facente parte della categoria ATP Challenger Series nell'ambito dell'ATP Challenger Series 1992. Il torneo si è giocato a Bucarest in Romania dal 21 al 26 settembre 1992 su campi in terra rossa.

## Vincitori

### Singolare
Horacio de la Peña ha battuto in finale  Marcos Ondruska con il punteggio di 6–3, 6–0

### Doppio
Horacio de la Peña /  Marcos Ondruska hanno battuto in finale  Jean-Philippe Fleurian /  Markus Naewie con il punteggio di 6–4, 6–2